# Zespół dworski w Mogilanach
Zespół dworski w Mogilanach – zespół dworski znajdujący się w Mogilanach, w gminie Mogilany, w powiecie krakowskim.
Obiekt w skład którego wchodzi: dwór wraz z parkiem, został wpisany do rejestru zabytków nieruchomych województwa małopolskiego. Obecnie mieści się w nim ośrodek konferencyjny Polskiej Akademii Nauk.

## Architektura
Dwór późnoklasycystyczny, murowany, prostokątny, z portykami arkadowymi od zajazdu i od ogrodu, zwieńczonymi trójkątnym przyczółkiem. Budynek parterowy, nakryty dachem mansardowym.

## Historia
W latach 1560–1567 Wawrzyniec Spytek Jordan wzniósł na miejscu dzisiejszego dworu okazały drewniany pałac, przy budowie którego zatrudniony został sprowadzony z Włoch architekt Bartolomeo Ridolfi. Przez pałac przewinęło się wielu wybitnych artystów, pisarzy i uczonych tego okresu. Budowla przetrwała do końca XVIII w.
Z części materiałów budowlanych pozostałych z rozbiórki pałacu Spytka Jordana, pod koniec XVIII w. z inicjatywy Heleny Apolonii Massalskiej wzniesiony został dwór. Zakupiony przez Konopków wraz z dobrami mogilańskimi w 1802 r., pozostawał własnością ich rodu do 1939 r. Przebudowany w latach 40. XIX w. Rozbudowany o północną część początkiem XX w. Po II wojnie światowej ulegał stopniowej dewastacji. Wyremontowany został w 1967 r. po przekazaniu go Polskiej Akademii Nauk, która przeznaczyła go na ośrodek konferencyjny.
Dwór położony jest w parku o renesansowym rodowodzie, jednak większość drzew pochodzi z końca XIX w. – szpalery grabowe, czy będący osobliwością owocujący kasztan jadalny.

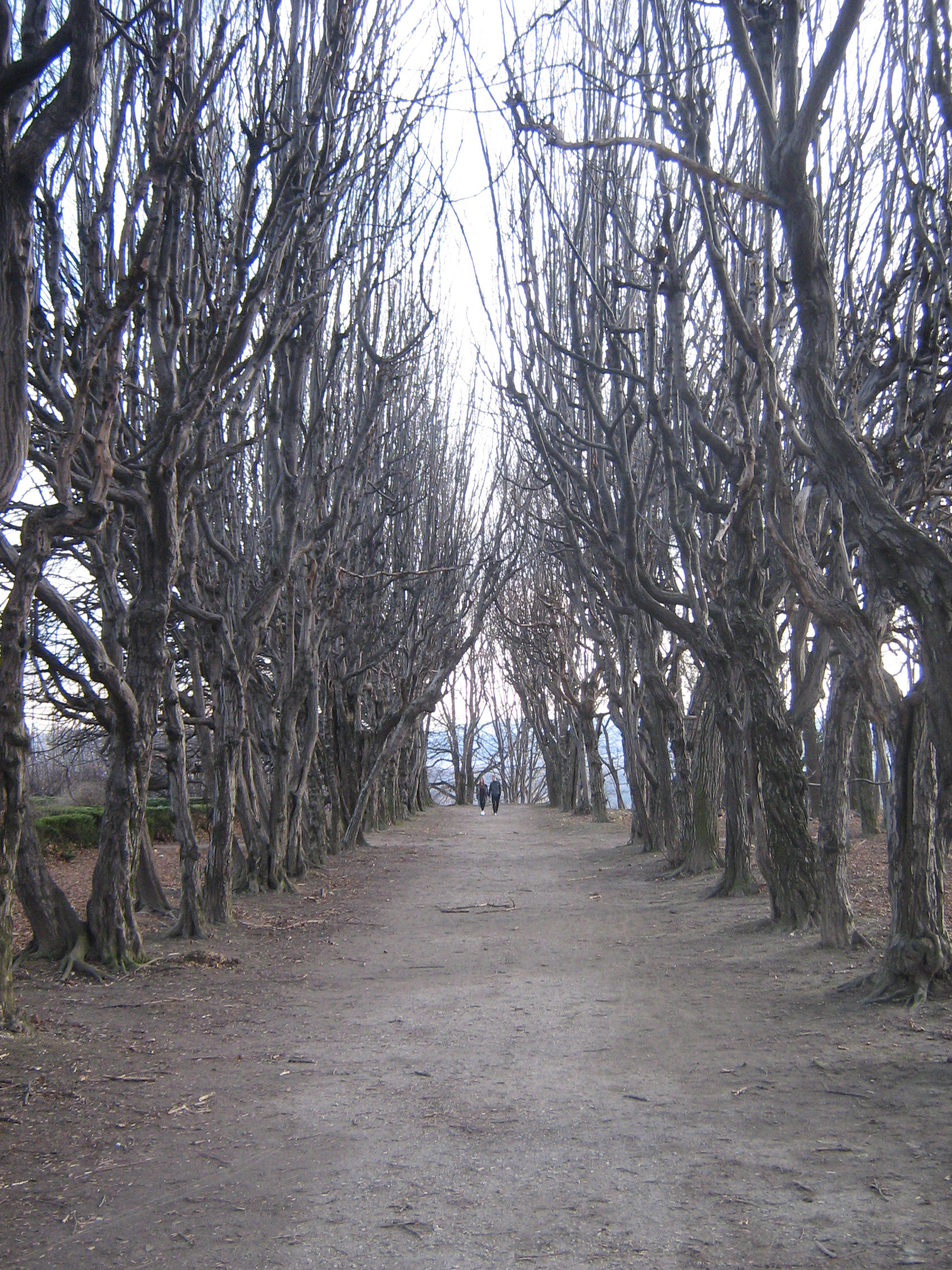
Aleja grabowa w parku